# 台灣獨立建國聯盟
台灣獨立建國聯盟（英語：World United Formosans for Independence，縮寫WUFI；白話字：Tâi-oân To̍k-li̍p Kiàn-kok Liân-bêng），簡稱台獨聯盟或獨盟，是一個推動台灣獨立運動的組織。1970年由四個台灣以外的獨立運動團體：日本台灣青年獨立聯盟（1960年成立，委員長辜寬敏）、加拿大台灣人權委員會（1964年成立）、美國全美台灣獨立聯盟（1966年成立，當時主席為蔡同榮）和歐洲台灣獨立聯盟（1967年成立）與台灣自由聯盟共同組成世界性台灣獨立聯盟。成為在台灣以外勢力最大的台灣獨立運動組織。

## 簡介
臺灣獨立建國聯盟以建立自由、民主、平等、福祉、公義之台灣共和國為宗旨。台獨聯盟的主張是正名、制憲、以台灣名義加入聯合國。

## 歷史
早期台獨組織多在日本組織，但隨著前往美國的台灣留學生增加，台獨組織在美國也與日俱增，加上聯合國總部位於美國紐約，因此連日本台灣青年獨立聯盟委員長辜寬敏也極力主張世界性的台獨聯盟總本部應設於紐約。因此自1969年9月20日起，全球性的台灣獨立聯盟會議於紐約召開，1970年1月1日宣布成立台灣獨立建國聯盟。第一任總本部負責人由蔡同榮及張燦鍙擔任正副主席。
1970年4月，台灣獨立建國聯盟盟員黃文雄、鄭自財「槍擊蔣經國事件（四二四刺蔣案）」，導致台灣獨立建國聯盟內部對走暴力路線及和平路線引起爭執，更導致首任主席蔡同榮宣佈不再連任。四二四刺蔣案後，黃文雄與鄭自才都離開台灣獨立建國聯盟；雖然台獨聯盟沒有分裂，鄭自才仍然不看好台獨聯盟後勢發展，因為「蔡同榮、張燦鍙、陳隆志這些領頭都太保守了」。
1973年3月29日，台灣獨立建國聯盟盟員黃昭夫（亦有被記錄為「黃照夫」者）在法國巴黎巴士底廣場持刀割喉殺傷中國國民黨駐法國總書記滕永康（滕傑子），被捕後入獄五年。
1976年10月，台灣獨立建國聯盟盟員王幸男以郵包炸傷台灣省主席謝東閔等事件（王幸男郵包炸彈事件）。但由於暴力路線不得同情台獨運動的美國政府及美國國會議員支持，台獨聯盟改走向美國國會遊說的溫和路線。
1979年1月，中華人民共和國國務院副總理鄧小平訪問美國，台灣獨立建國聯盟宣傳部部長張金策擔任白宮前「海外台灣人大示威」總指揮；其後，張金策質疑台灣獨立建國聯盟支持美國帝國主義立場，退出台獨聯盟。
隨著臺灣內部黨外運動的發展、與政治環境的開放與轉變，臺灣獨立建國聯盟的領導人亦突破黑名單的限制，發起遷台運動，並逐漸拋棄武力革命的激進形式，紛紛偷渡返台參與政治，並於1992年將總部遷回臺灣，聯盟領導人張燦鍙、郭倍宏、李應元等人亦在此一行動中被捕下獄。
2018年10月18日，台灣中社、台灣獨立建國聯盟與台灣基督長老教會不滿民主進步黨禁止黨職人員及公職人員參加喜樂島聯盟活動，而舉辦記者會公開支持喜樂島聯盟。

## 現況
目前臺灣獨立建國聯盟總部設在臺灣，另外設有美國本部、日本本部、加拿大本部、歐洲本部及南美本部。現任主席為陳南天。

## 歷任主席

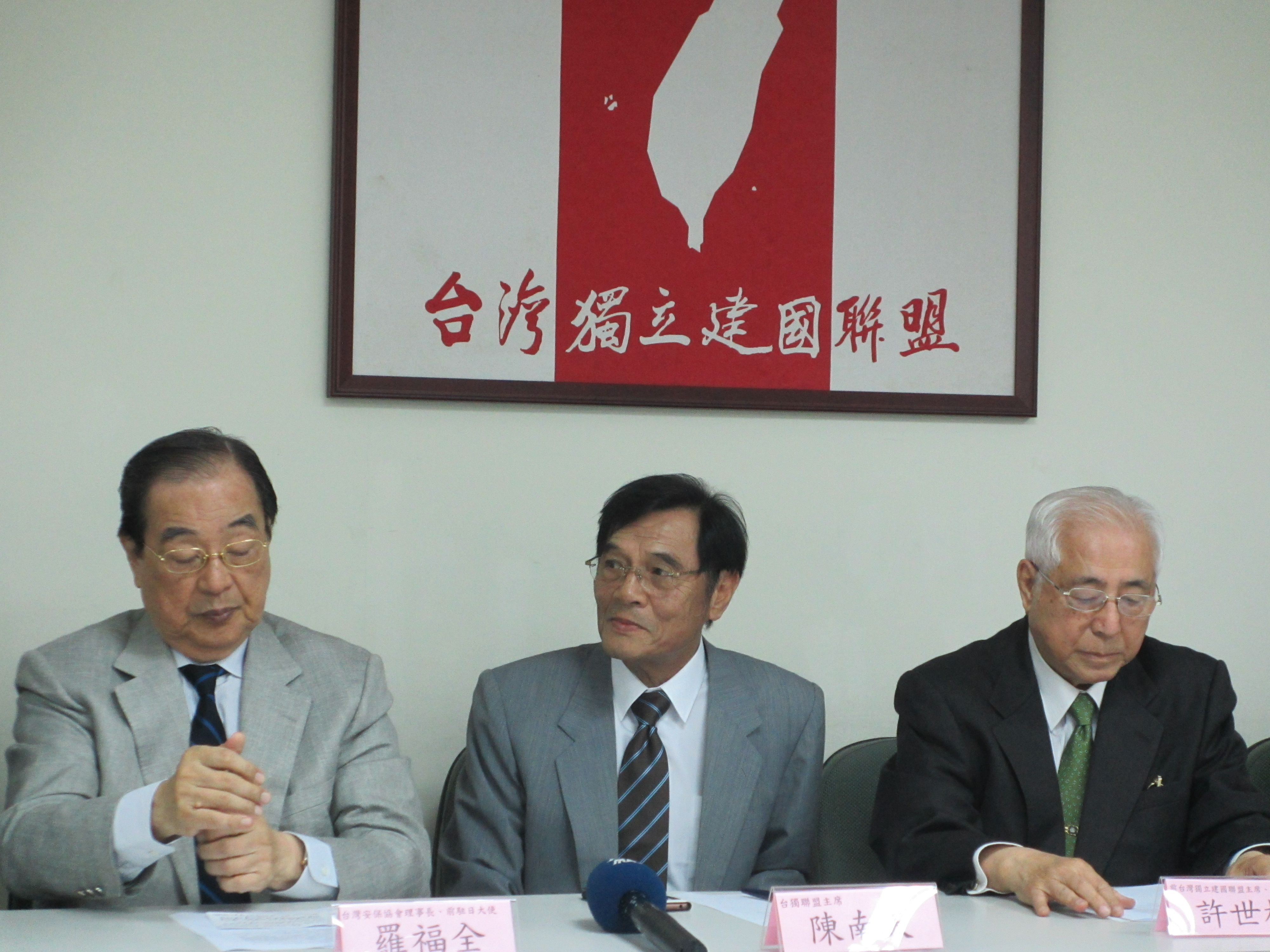
台灣安保協會理事長羅福全（左）、台灣獨立建國聯盟主席陳南天（中）、前台灣獨立建國聯盟主席許世楷（右）舉辦記者會

### 總部主席
- 蔡同榮（1970年～1971年）
- 鄭紹良（1971年）
- 彭明敏（1972年）
- 張燦鍙（1973年～1987年）
- 許世楷（1987年～1991年）
- 張燦鍙（1991年～1995年）
- 黃昭堂（1995年～2011年11月17日）
- 許世楷（代理，2011年11月17日～2012年1月）
- 吳庭和（代理，2012年1月～2012年6月7日）
- 陳南天（2012年6月7日～至今）

### 海外各本部主席
- 美國本部主席：吳明基
- 日本本部委員長：林建良
- 加拿大本部主席：張理邦
- 歐洲本部主席：盧榮杰
- 南美本部主席：蕭健次

## 延伸閱讀
（按照作者姓氏漢語拼音順序排列）
- 陳佳宏，1998，海外台獨運動史：美國「台獨」團體之發展與挑戰，50年代中至90年代中。台北：前衛。
- 陳銘城，1992，海外台獨運動四十年。台北：自立晚報。
- Geoffroy, Claude，1997，台灣獨立運動：起源及1945年以後的發展，黃發典譯。台北：前衛。
- 黃嘉光、王康陸、陳正修編，1991a，海外台獨運動三十年：張燦鍙選集(上)。台北：前衛。
- 黃嘉光、王康陸、陳正修編，1991b，海外台獨運動三十年：張燦鍙選集(下)。台北：前衛。
- 藍適齊，2002，再討論戰後海外台獨運動相關刊物及「海外台灣人史」。台灣史料研究 18：99-109。
- 李逢春等，1985，風起雲湧：北美洲台灣獨立運動之發展。Kearny，N.J.：世界台灣獨立聯盟。
- 李維菁，1993，眾神歸鄉：台獨聯盟遷台後的發展與困境。國立台灣大學新聞學研究所碩士論文。
- 施正鋒編，2000，台灣獨立建國聯盟的故事。台北：前衛。
- Shu, Wei-Der. 2002. Who Joined the Clandestine Political Organization? Some Preliminary Evidence from the Overseas Taiwan Independence Movement. In Memories of the Future: National Identity Issues and the Search for a New Taiwan, edited by Stephane Corcuff, 47-69. Armonk, N.Y.: M. E. Sharpe.
- 宋重陽，1996，台灣獨立運動私記：三十五年之夢。台北：前衛。
- Wang, Howard. 1997. The Taiwan Independence Movement in the United States: A New Identity Revisited. Honors thesis, Department of History, University of California at Berkeley.
- Wang, Mei-ling T. 1999. The Dust that Never Settles: The Taiwan Independence Campaign and U.S.-China Relations. Lanham, Md.: University Press of America.
- 吳錦暄，1986，「世界台灣獨立聯盟」組織發展與實力分析。中央警官學校警政研究所碩士論文。
- 許維德， 2001，發自異域的另類聲響：戰後海外台獨運動相關刊物初探。台灣史料研究 17：99-155。
- 莊秋雄，1994，海外遊子台獨夢，再版。台北：前衛。
- 莊秋雄，2002，海外遊子台獨夢續。台北：前衛。

## 外部連結
- 台灣獨立建國聯盟官方網站 （繁體中文）
- 台灣演義, 2010/03/14 - FAPA與台獨聯盟：(1/5) （页面存档备份，存于）、(2/5) （页面存档备份，存于）、(3/5) （页面存档备份，存于）、(4/5) （页面存档备份，存于）、(5/5) （页面存档备份，存于）
- 台灣演義, 2011/05/15 - 台灣獨立建國聯盟：(1/3) （页面存档备份，存于）、(2/3) （页面存档备份，存于）、(3/3) （页面存档备份，存于）
- WUFI-Taiwan（台灣獨立建國聯盟）的Facebook專頁